# Alessandro Coppini
Pour les articles homonymes, voir Coppini.
Alessandro Coppini est un compositeur italien de la Renaissance. Né vers 1465 et mort en 1527, il est actif à Florence, en Italie, où il est également un théologien reconnu. Compositeur à la cour de Laurent de Médicis, entouré entre autres de Bartolomeo degli Organi, Giovanni Serragli, Heinrich Isaac ou Alexandre Agricola, il s'y spécialise dans les chants de carnaval (canti carnascialeschi (it)), musique d'origine populaire, parente de la frottola, qui sera plus tard à l'origine de l'essor du madrigal. Ses compositions sont représentatives du style italien de l'époque, avec quatre voix en homophonie, variées par les répétitions, passages en ternaire, réduction des voix dans des passages en imitation.